# Ciklider
Ciklider (ofte stavet cichlider) er fisk fra familien Cichlidae af ordenen Perciformes. Familien er omfattende med stor diversitet, og mindst 1.650 arter er beskrevet. Den hører til en af de største inden for hvirveldyrene og
nye arter opdages hvert år. Mange er endnu ikke beskrevet, hvorfor det endelige antal arter er ukendt; men det
vurderes, at der findes 2.000 til 3.000 arter. Ciklider er meget udbredt inden for akvariehobbyen, fordi mange
arter er meget farverige eller har en interessant adfærd. Enkelte ciklider har betydning som spisefisk.

## Beskrivelse
Ciklider har en mangfoldighed af kropsbygninger og findes fra 2,5 centimeter til næsten 1 meters længde.
Hovedparten af arterne er af medium størrelse, ovale i form og lidt sideværts komprimeret og kan minde om små udgaver
af aborren. Nogle arter har en mere fladtryk og skiveformet krop. Andre arter har en langstrakt krop.

## Udbredelse og habitat
Det største antal arter findes i tropisk Afrika, hvoraf en stor del lever i de store søer: (Malawi, Tanganyika og Victoria). Omkring 400 arter lever i Mellem- og Sydamerika. Enkelte arter lever omkring Cuba og Hispaniola, mens en enkelt art lever i Texas i USA.
17 arter forekommer på Madagaskar, og i Asien lever 15 arter i Indien og Sri Lanka. En enkelt art findes i den sydlige del af Iran og syv arter forekommer i Israel og Jordan (Jordandalen).
Generelt er ciklider ferskvandsfisk, men nogle arter tåler brakvand og kan leve i mangroveområder. Det gælder særligt arter fra Indien, Madagaskar, Cuba og Hispaniola.

## Ernæring og reproduktion
Kosten for ciklider spænder meget vidt. Nogle ciklider er deciderede rovfisk, andre er planktonspisere og der er arter, som udelukkende lever af planter. Enkelte arter er meget specialiserede og lever af skæl eller øjne fra andre fisk, som de angriber.
Ciklider har generelt en udviklet yngelpleje, og de fleste arter afsætter deres æg på et substrat, hvorefter den ene eller begge forældre vogter æggene. Nogle arter er mundrugende: en af forældrene opbevarer de befrugtede æg i mundhulen. Når æggene er udklækket, kan larverne udvikles i mundhulen.
Discusfisken er kendt for en særlig form for yngelpleje, idet forældrene udskiller et særligt slimlag, som ungerne spiser af de første uger.

## Betydning som spisefisk
Visse ciklider af slægten Tilapia opdrættes i store dele af verden som spisefisk. Det er den tredje mest betydningsfulde fisk i akvakulturer. Det skyldes fiskens hurtige tilvækst og høje indhold af protein. Hertil kommer at fisken i
modsætning til f.eks. laks og ørred kan opdrættes med vegetabilsk foder. Den største produktion af Tilapia sker i
Kina. Slægten stammer fra Afrika.

## Akvariehobby
Ciklider er populære akvariefisk, og mange arter er lette at holde i et akvarium. Scalaren og Discusfisken er avlet i
årtier og derved fremkommet et stort antal kulturtyper med iøjnefaldende farver eller mønstre. Interessen for
ciklider tog et stort spring i 1970'erne og 1980'erne, da mange spændende arter fra de store afrikanske søer blev tilgængelige i handlen.